# Branko Črnac
Branko Črnac – Tusta (Pula, 6. listopada 1955. – Pula, 14. listopada 2012.) bio je hrvatski pjevač, frontmen punk-grupe KUD Idijoti.

## Životopis
Rođen je 6. listopada 1955. godine u Puli, u obitelji podrijetlom s Ćićarije.
Završio je Tehničku školu u Puli, a od 1978. godine pa do kraja života radio je u Tvornici električnih strojeva i uređaja Uljanik (TESU), gdje je postupno napredovao do položaja voditelja odjela; bio je sindikalni povjerenik Sindikata Istre, Kvarnera i Dalmacije, i aktivno je sudjelovao u sindikalnim aktivnostima i radničkim prosvjedima.
KUD Idijotima pridružio se 1985. godine, četiri godine nakon njihovog osnivanja, i zbog svoje karizme, scenskog nastupa i iskrenih antifašističkih uvjerenja ubrzo je postao jedan od najprepoznatljivijih i najznačajnijih pjevača jugoslavenskog punka. Nastupao je na mnogobrojnim koncertima širom bivše Jugoslavije i u inozemstvu. Posljednji je put nastupio na sceni 26. veljače 2011. godine u Zelenom gaju u Sloveniji.
Preminuo je od posljedica karcinoma pluća i grla 14. listopada 2012. godine. Sahranjen je na gradskom groblju u Puli.

## Diskografija
Tusta je kao frontmen KUD Idijota sudjelovao u snimanju svih objavljenih albuma benda:
- Legendarni uživo (1986.)
- Bolje izdati ploču nego prijatelja (1987.)
- Lutke na koncu (1987.)
- Hoćemo cenzuru (1988.)
- Live in Biel (1988.)
- Bolivija R’n’R (1989.)
- Mi smo ovdje samo zbog para (1990.)
- Đuro voz sold aut (1991.)
- Glupost je neuništiva (1992.)
- Tako je govorio ZaraTusta (1993.)
- Istra ti materina (1995.)
- Megapank (1995.)
- Fuck (1996.)
- Single collection vol. 1 (1997.)
- Cijena ponosa (1997.)
- Gratis hits live!  (1999.)
- Remek-djelo (2001.)

## Počasti
Na drugu godišnjicu njegove smrti, u njegovu čast nazvana je jedna ulica u Puli, stubište koje vodi do rock-kluba Uljanik.
Redatelj Andrej Korovljev snimio je dokumentarni film o Tustinom životu jednostavnog naziva "Tusta" koji je svjetsku premijeru imao na Motovun Film Festivalu 2019. godine.

## Citati
- Stotine primjera me je još više uvjerilo da je naziv albuma „Glupost je neuništiva“ bio savršeno točan. Samo što sam ja u međuvremenu postao tolerantniji prema gluposti i prihvaćam je kao dio ljudskoga življenja. Ljudi imaju pravo biti glupi, to se ne može ukinuti dekretom. Osim toga, ima gorih stvari: egoizam, zloba, sadizam, terorizam, na primjer, popis je poduži... To uopće ne znači da na svijetu ne postoje pametni ljudi, dobre ideje, genijalna djela, zdrave stvari. Postoje naravno, ali kad je glupost u pitanju – to je korijen koji se teško čupa.[2]
- Uvidio sam da se političke promjene postižu političkim sredstvima i političkim radom, a ne pjevanjem. Svaka djelatnost ima svoje oruđe. Zemlja se ore plugom, rat se provodi puškom, restrikcije se provode zakonima. Pjesme protiv rata ne zaustavljaju rat, pjevanje o siromaštvu ne obogaćuje siromašne (eventualno autora pjesme, ha, ha), pjesme o korupciji ne sprečavaju korupciju. Dakle, što rješavaju pjesme? Uglavnom ništa.[2]

## Vanjske poveznice
- Službena stranica KUD-a Idijoti